# 七里ヶ浜駅
七里ヶ浜駅（しちりがはまえき）は、神奈川県鎌倉市七里ガ浜一丁目にある、江ノ島電鉄の駅である。駅番号はEN09。
駅名は「七里ヶ浜」であるが、住居表示は「七里ガ浜」である。

## 歴史
戦前は現在の峰ヶ原信号場の付近に（旧）七里ヶ浜駅が設けられていた。1997年頃、駅舎建て替えの最中に、駅を出てすぐの踏切の先に仮駅を建設していた事がある。

### 年表
- 1903年（明治36年）：6月20日 田辺駅として開業。
- 1915年（大正4年）：10月18日 行合駅に改称。
- 1951年（昭和26年）：七里ヶ浜駅に改称。
- 1986年 (昭和61年)：日勤駅化に伴い、駅舎と上屋を竣工。
- 1997年（平成9年）4月16日：新駅舎竣工。
- 2016年（平成28年）：藤沢方の階段に車椅子用の昇降機が設置され、バリアフリー化がなされた。また、乗車目標と整列位置の貼り付けも行われた。

## 駅構造

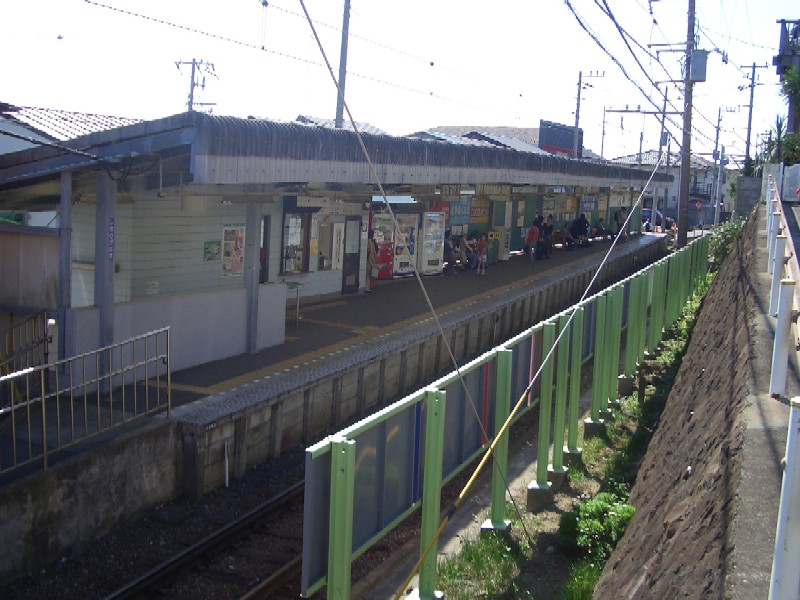
駅そばからホームを望む（2004年10月）。写真奥が藤沢方。

単式ホーム1面1線を有する地上駅。 早朝夜間を除き、駅掛員を配置している。改札口にはICカード用簡易改札機やタッチ決済・QRコード決済リーダー機が設置されているが、紙券は降車の際に、駅係員や乗務員が集札している。
改札口の横にはウインドサーフィンのマストをモチーフしたオブジェが設置されており、湘南海岸沿いの駅であることを表している。

## 利用状況
2019年（令和元年）度の1日平均乗降人員は7,295人であり、江ノ電全15駅中5位。
近年の1日平均乗降・乗車人員の推移は下表の通り。
| 年度               | 1日平均 乗降人員 | 1日平均 乗車人員 | 出典     |
| ------------------ | ---------------- | ---------------- | -------- |
| 1995年（平成07年） |                  | 2,361            | [ * 1 ]  |
| 1998年（平成10年） |                  | 2,059            | [ * 2 ]  |
| 1999年（平成11年） |                  | 2,006            | [ * 3 ]  |
| 2000年（平成12年） |                  | 2,010            | [ * 3 ]  |
| 2001年（平成13年） |                  | 2,078            | [ * 4 ]  |
| 2002年（平成14年） |                  | 2,060            | [ * 5 ]  |
| 2003年（平成15年） |                  | 2,059            | [ * 6 ]  |
| 2004年（平成16年） |                  | 2,037            | [ * 7 ]  |
| 2005年（平成17年） |                  | 1,975            | [ * 8 ]  |
| 2006年（平成18年） |                  | 1,962            | [ * 9 ]  |
| 2007年（平成19年） |                  | 1,677            | [ * 10 ] |
| 2008年（平成20年） | 4,832            | 1,713            | [ * 11 ] |
| 2009年（平成21年） |                  | 1,724            | [ * 12 ] |
| 2010年（平成22年） |                  | 1,699            | [ * 13 ] |
| 2011年（平成23年） | 4,568            | 1,671            | [ * 14 ] |
| 2012年（平成24年） | 5,667            | 2,839            | [ * 15 ] |
| 2013年（平成25年） | 6,110            | 3,035            | [ * 16 ] |
| 2014年（平成26年） | 6,342            | 3,136            | [ * 17 ] |
| 2015年（平成27年） | 6,703            | 3,310            | [ * 18 ] |
| 2016年（平成28年） | 7,005            | 3,458            | [ * 19 ] |
| 2017年（平成29年） | 7,356            | 3,616            | [ * 20 ] |
| 2018年（平成30年） | 7,385            | 3,628            | [ * 21 ] |
| 2019年（令和元年） | 7,295            |                  |          |

## 駅周辺
北側は西武鉄道により昭和40年代に開発された住宅地が広がり、南側は国道134号を挟んで砂浜が広がっている。駅を降り、線路を挟んだすぐ北側には神奈川県立七里ガ浜高等学校がある。
海岸では両隣の稲村ヶ崎駅、鎌倉高校前駅付近の海岸と並んでサーフィンが盛んである。浜辺には散歩している人、海で遊んでいる人、カップルなどが見られ、海岸沿いには、お洒落なレストランやサーフィンショップも並ぶ。

### バス路線
駅前を流れる行合川対岸に七里ヶ浜駅バス停がある。また、徒歩5分程の国道134号上に設置されている七里ヶ浜も利用可能。全路線江ノ電バスによる運行。
七里ヶ浜駅
- C1 - 七里ヶ浜循環

七里ヶ浜
- C1 - 七里ヶ浜駅行（七里ヶ浜循環）
- K5 - 鎌倉駅行 ※元日の夜1本

## 地名の由来
- 七里ヶ浜の名は、鎌倉時代に、東端の稲村ガ崎から西端の小動岬（こゆるぎみさき）までの間の浜の長さを測ったところ、7里あったことに由来するといわれる（ここで言う「里」とは江戸時代の1里とは異なる単位である）。

## 隣の駅
江ノ島電鉄
 江ノ島電鉄線
鎌倉高校前駅 (EN08) - （峰ヶ原信号場）- 七里ヶ浜駅 (EN09) - 稲村ヶ崎駅 (EN10)